# Итурральде Гонсалес, Эдуардо
Эдуардо Итурральде Гонсалес (баск. и исп. Eduardo Iturralde González; род. 20 февраля 1967, Арранкудиага, Страна Басков) — испанский футбольный арбитр баскского происхождения. По профессии стоматолог.

## Карьера арбитра
Обслуживал матчи в чемпионате Испании, Лиги Европы и Лиги чемпионов УЕФА. Трижды обслуживал Эль Класико: в 1999, 2005 и 2010 (ноябрь), где был высоко оценён.

### Скандал в матче Ирландия-Армения (2011)
На уровне сборных Итурральде Гонсалес скандально прославился 11 октября 2011 года: он обслуживал матч Ирландия—Армения в рамках группы B отборочного турнира чемпионата Европы 2012 года. Матч завершился победой ирландцев 2:1, что гарантировало им выход в стыковые матчи. Гонсалес на 26-й минуте неожиданно удалил вратаря сборной Армении Романа Березовского: во время единоборства Березовского с нападающим Саймоном Коксом, последний подыграл себе рукой, после чего мяч попал голкиперу в грудь, но судья посчитал, что Березовский сыграл руками за пределами штрафной площади, и удалил вратаря. После игры Саймон Кокс признался, что рукой сыграл именно он, а не Березовский
Удаление Березовского отрицательно сказалось на игре: Валерий Алексанян незадолго до перерыва срезал мяч в свои ворота, что позволило открыть счёт в матче в пользу Ирландии, и в итоге ирландцы удержали победу 2:1. Поступок арбитра вызвал массовое возмущение и негодование не только армянских и российских болельщиков, но некоторых журналистов и экспертов: по их мнению, судья умышленно пытался вытащить Ирландию в стыковые матчи в знак компенсации за скандал, разразившийся два года назад во время игр с Францией, и не хотел дать возможность Армении выйти на чемпионат Европы впервые в своей истории. Спустя два дня Федерация футбола Армении подала протест в УЕФА и потребовала дисквалифицировать пожизненно арбитра.

### Завершение карьеры
23 марта 2012 года он объявил о завершении карьеры арбитра после разногласий с Техническим судейским комитетом. Последняя встреча, которую он обслуживал, была 10 марта 2012 года между «Бетисом» и «Реал Мадридом» 2:3, который для него закончился травмой. В конце первого тайма он ушёл в отставку и был заменён четвертым судьей Горкой Сагес Оскоз.